# Anna Podolec
Anna Podolec (* 30. Oktober 1985 in Łańcut) ist eine polnische Volleyballspielerin.
Anna Podolec ist Mitglied der polnischen Nationalmannschaft und gewann sie bei der Europameisterschaft 2003 in Ankara die Goldmedaille. 2008 nahm sie an den Olympischen Spielen in Peking teil.